# InnovatieNetwerk
InnovatieNetwerk is een publieke netwerkorganisatie die in januari 2000 in het leven is geroepen door het Nederlandse ministerie van LNV. De organisatie kwam voort uit de vroegere Nationale Raad voor Landbouwkundig Onderzoek (NRLO). InnovatieNetwerk had als opdracht te werken aan grensverleggende innovaties, ter bevordering van de duurzame ontwikkeling van de nationale en internationale land- en tuinbouw, de voedingsmiddelenindustrie en het platteland.  Ze deed dit door partijen uit het bedrijfsleven, maatschappelijke organisaties, wetenschap en overheid bij elkaar te brengen, door informatie te verschaffen via publicaties, overleg en de media, en door perspectiefvolle ideeën voor vernieuwing op hoofdlijnen uit te werken. Rond 2015  kreeg het de naam Innovatie Agro & Natuur dat in 2016  werd opgeheven. 

## Positie en einde
InnovatieNetwerk werd gefinancierd door het ministerie van LNV, en had een onafhankelijk bestuur. De staf bestond uit ongeveer 10 mensen en had - anno 2006 - een werkbudget van ongeveer 3 mln euro. In 2006 is InnovatieNetwerk een tweede termijn van vijf jaar ingegaan. De officiële naam is toen veranderd van ‘InnovatieNetwerk Groene ruimte en Agrocluster’, naar ‘InnovatieNetwerk’. 
InnovatieNetwerk heeft diverse allianties met verwante partijen, waaronder TransForum, stichting Courage (melkveehouderij), SIGN (Stichting Innovatie Glastuinbouw Nederland). Na andermaal een naamsverandering werd het Innovatie Agro & Natuur in 2016 opgeheven en de taken overgeheveld naar de topsectoren, die in verschillende sectoren onderzoek, beleid en praktijk moesten afstemmen. 

## Voorbeelden
Voorbeelden van de innovaties waar InnovatieNetwerk een rol bij heeft gespeeld zijn:
- de tuinbouwkas die netto energie levert (in plaats van energieverbruikende kassen);
- smaaklessen voor basisscholieren (in plaats van fast food);
- nieuwe rivieren als antwoord op overstromingen (in plaats van hogere dijken).
- 'Cowmunity', een model voor een zeer grootschalig melkveehouderijbedrijf (in plaats van gezinsbedrijf);
- Agroparken, nieuwe vormen van gemengde bedrijven waar intensieve landbouw, glastuinbouw, energie en visserij onder één dak zitten (in plaats van los van elkaar)